# 쪽입자
입자물리학에서 쪽입자(-粒子, parton 파톤[*]) 모형은 고에너지의 강입자 충돌을 나타내는 모형이다. 1969년에 리처드 파인먼이 제안하였다. 쪽입자 모형에 따르면, 고에너지의 강입자가 서로 충돌할 때 강입자는 마치 쪽입자라는 수많은 소립자로 구성된 것처럼 행동한다. 오늘날에는 기본 이론으로서는 쿼크 모형으로 대체되었지만, 높은 에너지에서의 근사 모형으로 쓰인다.

## 전개
쪽입자 모형에서 강입자는 쪽입자라는 수많은 점입자로 구성된다. 더욱이 하드론이 기준 좌표계인데 여기서 그것은 무한 운동량을 지닌다. — 고에너지에서 유효한 가정이다. 그리하여 쪽입자 모형은 시간 팽창에 의해 지연되고 가입자 전하 분포는 로런츠 수축된다. 그리하여 들어오는 입자는 순간적이고 결맞지 않게 산란될 것이다.
쪽입자 모형에 따르면, 전자와 양성자의 비탄성 산란의 경우 그 충격량이 클수록 뵤르켄 스케일링(Bjorken scaling)이라는 특정한 현상을 보인다. 뵤르켄 스케일링은 곧 실험적으로 증명되었다.
관찰과 함께 쿼크 모형의 확인과 양자색역학 내의 점근 자유성의 확정으로, 파톤이 쿼크와 글루온이라는 사실이 증명되었다. 쪽입자 모형은 높은 에너지에서 정당화될 수 있는 근사로 남는다. 그리고 다른 것들은 여러 해에 걸쳐 이론을 확장하였다.
양자색역학 결합 상태내의 원래의 비섭동적 효과 때문에 파르톤 분포 함수는 섭동 색역학에 의해 얻어질 수 없다. 현재의 격자 색역학 계산의 한계로 인해 알려진 파론 분포함수는 실험적으로 얻는다.

## 쪽입자 분포 함수

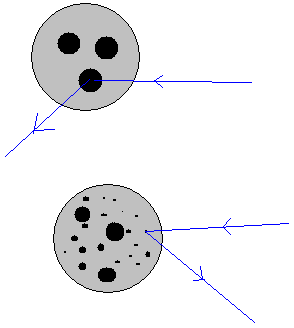

쪽입자 분포 함수(parton distribution function)는 운동량에 따른 쪽입자 확률 밀도 함수다. 이는 실험을 통해 여러 번 측정되었는데, 주요 자료는 다음과 같다.
- CT10 (The Coordinated Theoretical-Experimental Project)[4][5]
- GRV (Glück, Reya, Vogt 1998)[6]
- MRST (Martin, Roberts, Stirling, Thorne 2005)[7]

일반 파톤 분포는 더 근래의 접근으로 파톤의 횡(transverse)운동량과 스핀과 같은 더 많은 변수의 함수로서 파톤 분포를 구현하여 하드론 구조를 더 잘 이해하는 것이다. 보통의 파톤 분포 함수는 일반 파톤 분포가 추가의 변수에 대해 적분하여 얻는다. 일반 파톤 분포는 충돌기 과정의 낮은 운동량을 더 자세하게 기술하기를 희망한다.

## 같이 보기
- 제트 (입자물리학)